# 기계공업

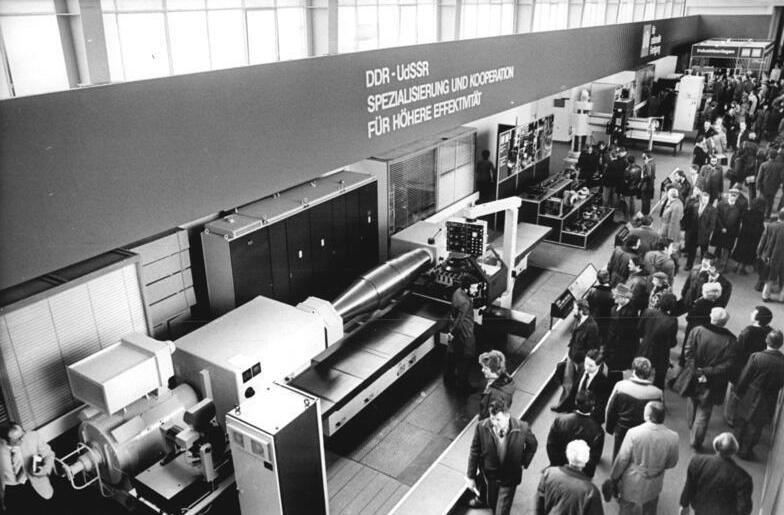
1982년 드레스덴의 기계공업 박람회.

기계공업은  산업용에서부터 가정용에 이르는 기계와 그 부품을 만드는 공업을 말한다. 기계공업은 전통적으로 중공업으로 분류된다. 현대에는 기계공업 분야의 중소기업은 경공업에 속하는 것으로 여겨진다. 대부분의 기계공업 제조사는 기계공장으로 불린다.

## 같이 보기
- 산업기계 목록
- 자동차 산업
- 기계공장
- 공작기계